# Centaurea ornata subsp. ornata
Centaurea ornata subsp. ornata é uma subespécie de planta com flor pertencente à família Asteraceae.

Os seus nomes comuns são cardazol, cardazola, cardelejas, cigarras, cristas-de-galo, lava-pé ou viomal.

## Portugal
Trata-se de uma subespécie presente no território português, nomeadamente em Portugal Continental.
Em termos de naturalidade é nativa da região atrás indicada.

## Protecção
Não se encontra protegida por legislação portuguesa ou da Comunidade Europeia.